# HMS Aeneas
Le HMS Aeneas (pennant number : P427) était un sous-marin britannique de classe Amphion de la Royal Navy. Il fut construit par Cammell Laird et lancé le 9 octobre 1945. Il a été nommé d’après le héros Énée de la mythologie grecque. Et de fait, son insigne représentait un hoplite grec avec cuirasse, casque, bouclier rond et lance.

## Engagements
Le HMS Aeneas a participé à la revue de la flotte pour célébrer le couronnement de la reine Élisabeth II en 1953.
Le HMS Aeneas a joué le rôle du sous-marin M1 dans le film de James Bond On ne vit que deux fois (1967).
En 1972, le HMS Aeneas a été embauché par Vickers pour être utilisé dans des essais réussis du système de missile antiaérien lancé par sous-marin (Submarine Launched Airflight Missile - SLAM), un système antiaérien utilisant un groupe de quatre missiles Shorts Blowpipe sur un mât extensible, permettant des attaques contre des avions volant à basse altitude alors que le sous-marin était en immersion périscopique.
Le HMS Aeneas a été démantelé en 1974.
Le 26 septembre 2012, DCNS à l’arsenal du Mourillon a annoncé son intention de concevoir et de construire une arme de défense aérienne à cartouche sous-marine basée sur le Mistral de MBDA. Le concept est basé sur le SLAM britannique, qui était basé sur le Blowpipe développé par Vickers dans les années 1970, et utilisé sur le HMS Aeneas.